# 高谷祐介

高谷 祐介（たかたにゆうすけ、1980年5月15日-）は、日本の音楽プロデューサー、作詞家、作曲家、実業家。
株式会社M-SMILE代表取締役。兵庫県姫路市出身。